# 賴浩敏
賴浩敏（1939年1月2日—），出生於臺灣苗栗縣頭屋鄉，曾任司法院大法官並兼任司法院院長。

## 生平
賴浩敏國立台灣大學法律學系學士畢業後，獲日本政府留學獎學金，赴東京大學取得法學碩士學位（日本大學將政治學科歸屬於法學部）。賴浩敏為萬國法律事務所的創辦人之一，並曾任行政院中央廉政會報委員、中央選舉委員會訴願審議委員會主任委員、公務人員保險監理委員會法律顧問暨會議主席、亞東關係協會理事以及亞洲婦女基金會台灣事業實施連絡責任者等職，2009年被延攬為中央選舉委員會法制化後首任主任委員。

## 司法院院長
2010年8月獲中華民國總統馬英九提名司法院院長，10月8日立法院表决結果，賴浩敏獲得71票同意、36票不同意，出任司法院院長，於10月13日上任。蔡英文政府就任後，2016年10月31日卸任。

## 相關著作
2019年4月，由釀出版（秀威資訊）出版《第一個律師出身的司法院長：賴浩敏》 （页面存档备份，存于）個人傳記。

## 荣誉

### 中华民国勋章奖章
- 一等景星勋章（2016年4月18日于台北总统府颁授[5]）

### 外国勋章奖章
- 旭日大綬章（日本，2017年11月3日公布）

## 外部連結
| 中華民國政府職務                   | 中華民國政府職務                                                    | 中華民國政府職務                   |
| ---------------------------------- | ------------------------------------------------------------------- | ---------------------------------- |
| 行政院                             |                                                                     |                                    |
| 前任： 張政雄                      | 中央選舉委員會主任委員 法制化後第一任 2009年11月4日－2010年10月12日 | 繼任： 劉義周（代理） 正任：張博雅 |
| 司法院                             |                                                                     |                                    |
| 前任： 謝在全（代理） 正任：賴英照 | 司法院院長 第十任 2010年10月13日－2016年11月1日                     | 繼任： 許宗力                      |